# Maximilian von Mohr

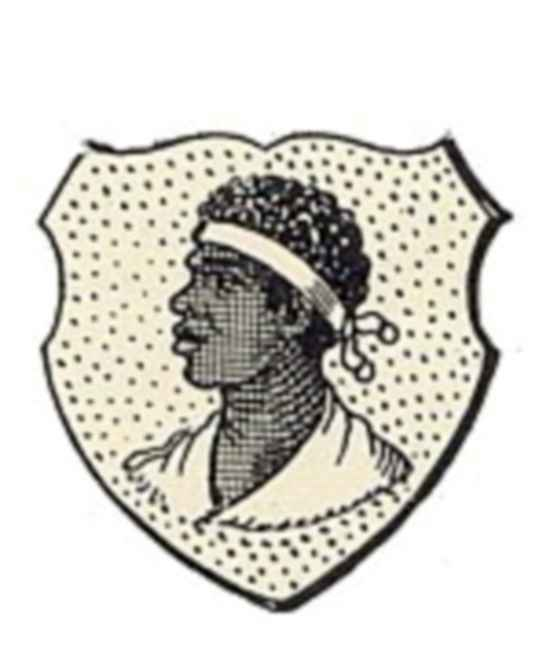
Stammwappen der Mohr

Maximilian Graf von Mohr (* 1588; † 1659) war ein tirolischer Politiker und Diplomat. Bekanntheit erlangte er vor allem durch sein Geschichtswerk einer historisch geographischen Beschreibung Tirols in acht Bänden.

## Leben
Er stammte aus dem alten ursprünglich Graubündner Adelsgeschlecht Mohr, mit Stammsitz auf dem Morenturm in Zernez, das erst im 16. Jahrhundert in die Gefürstete Grafschaft Tirol zog. Seine Eltern waren der Rittmeister und Hauptmann von Tarasp Hans von Mohr und Magdalena geb. Ballein von Bellfort und Sonneck. Joseph von Mohr zu Siebenkirchen war sein Großvater und der Fürstbischof von Chur Joseph Mohr von Zernez sein Vetter.  
Maximilian von Mohr diente in seiner Jugend in Italien als spanischer Soldat. Anschließend nach Tirol zurückgekehrt trat er 1621 in die Dienste von Erzherzog Leopold V. der ihn 1622 als Diplomat nach Madrid entsandte. 1629 kaufte er das Schloss Greifen bei Ladis. 1631 erhob ihn Kaiser Ferdinand II. als österreichischer Regimentsrat in den erblichen Freiherrenstand. Maximilian von Mohr war eng mit dem Landeshauptmann an der Etsch Veit Benno Graf von Brandis befreundet und stand in besonderer Gunst des Tiroler Landesfürsten Erzherzog Ferdinand Karls, für den er zeitweise in Vormundschaft die Regierungsgeschäfte führte. Demnach wirkte einige Jahre in Innsbruck als Kanzler, Regierungspräsident und Direktor des Geheimrates und war, außer der deutschen, auch der lateinischen, französischen, spanischen und italienischen Sprache mächtig, in diplomatischer Mission in der Schweiz, Italien und Deutschland tätig. 1647 kaufte er die Burgen Obermontani und Untermontani inkl. der Herrschaft Schlanders, wofür ihm laut Diplom vom 13. Juni 1650 Erzherzog Ferdinand Karl einen Lehenbrief ausstellte. 1648 schenkte ihm Erzherzog Ferdinand Karl das Schloss und Herrschaft Neuhausen in Schwaben. Zudem kaufte er für 57.000 Gulden die Herrschaft Gutenstein, sowie für 15.500 die Herrschaft Feldkirch als Pfandlehen. Seine Frau brachte die böhmischen Herrschaften Weißenburg und Landstein in die Ehe. 1650 erhielt er vom Tiroler Landesfürsten den Burgfrieden und die Gerichtsbarkeit über das Martelltal. In seiner Eigenschaft als Erzherzoglicher Rat, Kämmerer und Hauptmann von Rattenberg wurde Maximilian von Mohr am 15. Juni 1650 in Innsbruck die erbländisch-österreichische und Reichsgrafenwürde verliehen. Er soll 1659 im Alter von 71 Jahren gestorben sein.

## Familie
Maximilian von Mohr heiratete in erster Ehe Jakobäa von Mettenwil, in zweiter Ehe Maria Jakobäa von Weissenberg und in dritter Ehe Ursula Fieger von Hirschberg. Aus den Ehen gingen mehrere Kinder hervor, darunter Carl Philipp Graf von Mohr, um 1670 Hauptmann von Feldkirch.